# Mesodesma arctatum
Mesodesma arctatum är en musselart som först beskrevs av Conrad 1830.  Mesodesma arctatum ingår i släktet Mesodesma och familjen Mesodesmatidae. Inga underarter finns listade i Catalogue of Life.